# Karl Märklin
Karl Märklin (✰ Göppingen, 1866;   ✝ Göppingen, 1930) foi um empreendedor alemão, herdeiro e administrador da companhia Märklin.

## Histórico
Filho de Theodor Märklin, Karl e seu irmão Eugen, conduziram a empresa da família a partir de 1888. Depois da morte súbita de seu pai, num acidente, em 1866, a viúva, Caroline Hettich (1826-1893), assumiu os negócios por algum tempo, mas depois de se casar novamente, transferiu o controle da empresa para os filhos.
A empresa foi rebatizada como "Gebr. Märklin", e em 1891 ela adquiriu uma fábrica de brinquedos de latão em Lütz, não com a linha de produção, mas também com toda a experiente equipe de produção. Naquele mesmo ano, na feira de negócios de Leipzig, eles apresentaram uma pista de ferromodelismo dividida em seções e no formato de um oito, iniciando logo em seguida a produção desse sistema.
Esta foi a fundação para o sucesso de mercado que a Märklin conquistaria nos anos seguintes. Os irmãos Märklin buscavam constantemente a atualização de seus produtos: aos trens a vapor, se seguiram os movimentados por corda, depois os elétricos. Em 1907 um novo acionista: Emil Friz, passou a fazer parte da empresa, que teve o nome mudado para "Gebr. Marklin Cie". A partir de 1914, foi dada ênfase nos kits de construção, depois que dois anos antes, eles começaram a vender os produtos da Meccano.
A Märklin, àquela altura, oferecia a seus clientes, uma ampla gama de motores: a vapor, a corda e elétricos, além de peças de metal estampado. Em 1923, o seu sobrinho, Fritz Märklin, se juntou à companhia. Em 1929 as partes metálicas dos kits passaram a ser fornecidas em cores. Nessa época, a empresa já tinha 900 empregados. Karl Märklin faleceu em 1930.